# Pilcaniyeu

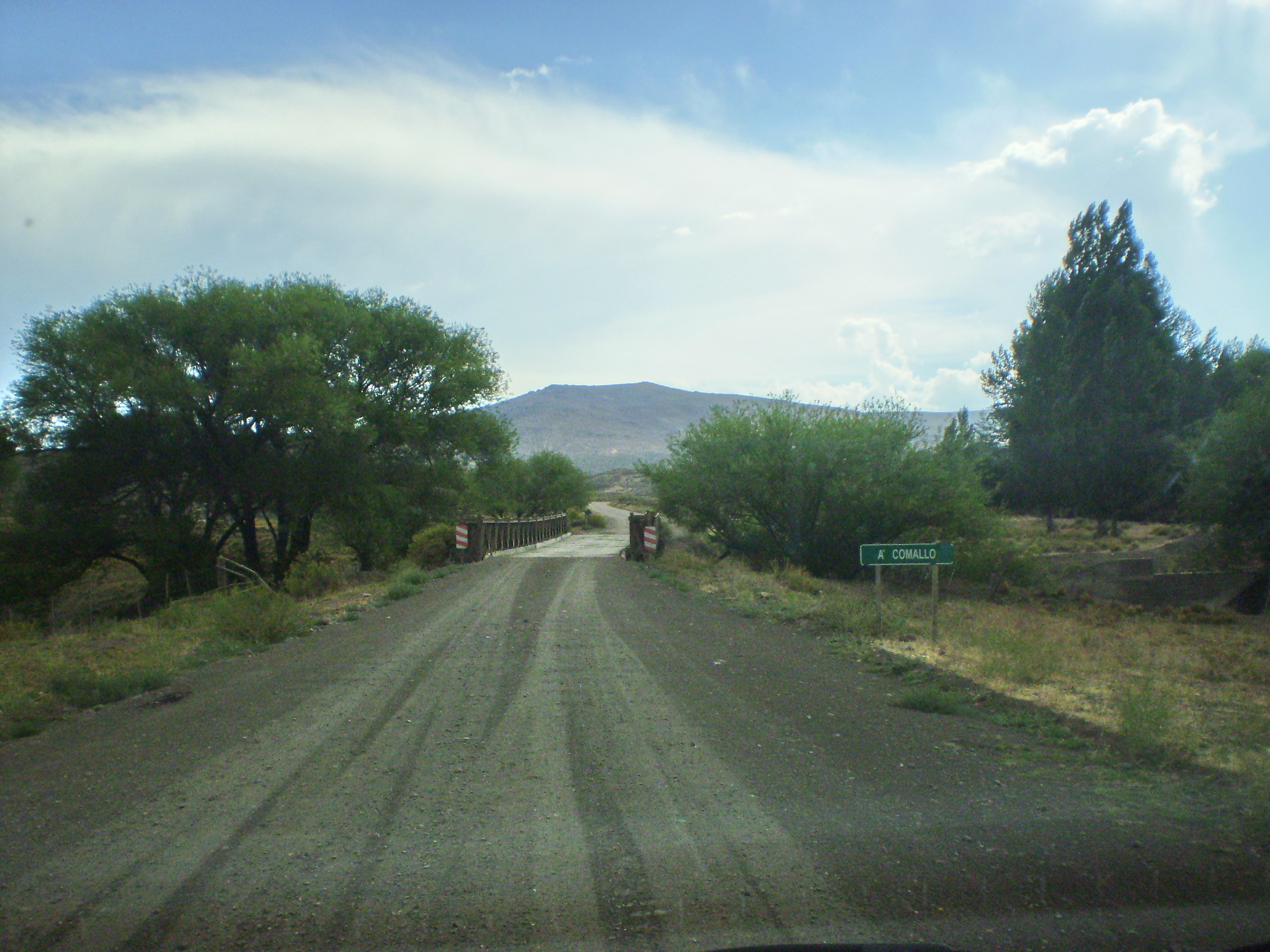
Pont sur l'arroyo Comallo - route nationale 23

Pilcaniyeu est une petite ville d'Argentine, chef-lieu du département de Pilcaniyeu, en province de Río Negro.

## Toponymie
Vocables mapudungun, langue des Mapuches : pilcan signifie canard, niyeu veut dire lieu. Au total Mare aux canards.

## Voies de communication
La ville est située sur la route nationale 23.
Depuis 1931, elle se trouve sur le trajet du Train patagonique, rameau du chemin de fer General Roca, reliant Viedma à l'est, et San Carlos de Bariloche dans les Andes à l'ouest.

## Population
La localité comptait 727 habitants en 2001, ce qui représentait une hausse de 139% par rapport au chiffre de 1991.

## Industrie nucléaire
Depuis 1979, la ville est le siège d'un complexe technologique nucléaire de la CNEA (Comisión Nacional de Energía Atómica), consistant notamment en une usine d'enrichissement d'uranium ,.